# Deuxième bataille du Bourget (1870)
Pour les articles homonymes, voir Bataille du Bourget.
Guerre franco-prussienne de 1870
Siège de Paris (1870-1871)
Batailles
- Chronologie de la guerre franco-prussienne de 1870
- Sarrebruck (08-1870)
- Wissembourg (08-1870)
- Forbach-Spicheren (08-1870)
- Wœrth (08-1870)
- Bitche (08-1870)
- Phalsbourg (08-1870)
- Borny-Colombey (08-1870)
- Strasbourg (08-1870)
- Mars-la-Tour (08-1870)
- Toul (08-1870)
- Gravelotte (08-1870)
- Metz (08-1870)
- Nouart (08-1870)
- Beaumont (08-1870)
- Noisseville (08-1870)
- Sedan (08-1870)
- Montmédy (09-1870)
- Soissons (09-1870)
- Siège de Paris et chronologie du siège (09-1870)
- Nompatelize (10-1870)
- Bellevue (10-1870)
- Châtillon (10-1870
- Châteaudun (10-1870)
- Buzenval (10-1870)
- Bourget (10-1870)
- Dijon (10-1870)
- Belfort (11-1870)
- La Fère (11-1870)
- Langres (11-1870)
- Bouvet et Meteor (navale) (11-1870)
- Coulmiers (11-1870)
- Thionville (11-1870)
- Châtillon-sur-Seine (11-1870)
- Villers-Bretonneux (11-1870)
- Beaune-la-Rolande (11-1870)
- Champigny (11-1870)
- Orléans (12-1870)
- Loigny (12-1870)
- Châteauneuf (12-1870)
- Beaugency (12-1870)
- Longeau (12-1870)
- l’Hallue (12-1870)
- Siège de Péronne (1871)
- Bapaume (01-1871)
- Villersexel (01-1871)
- Le Mans (01-1871)
- Héricourt (01-1871)
- Saint-Quentin (01-1871)
- Buzenval (01-1871)

La deuxième bataille du Bourget eut lieu le 21 décembre 1870, durant le siège de Paris, pendant la guerre franco-prussienne.

## Contexte
La deuxième bataille du Bourget fait suite à la première qui eut lieu du 28 octobre 1870 au 30 octobre 1870 et vit la victoire de l'armée prussienne. Les Parisiens et les Français sont fatigués par les défaites de l'armée française. Un soulèvement a même eu lieu à Paris le 31 octobre 1870, notamment après l'annonce à Paris de la défaite des troupes françaises au Bourget du 30 octobre 1870 et la capitulation de Metz le 27 octobre 1870.

## Déroulement
Le 16 décembre 1870, un important Conseil de guerre décide d'une opération militaire de grande envergure. Pour cela, il est prévu de progresser sur deux axes : 
- l'un par Le Bourget le long de la route de Flandre,
- l'autre par la ferme de Groslay[2] et Aulnay par la route des Petits-Ponts à Drancy[1].

L'opération est prévue pour le 19 décembre mais est finalement reportée au 21 décembre.
Sur le premier axe d'attaque, après sept heures, les forts de l'Est parisien et d'Aubervilliers, des batteries à La Courneuve et des wagons blindés sur la ligne de Soissons ouvrent le feu sur Le Bourget. L'offensive commence alors et le capitaine de frégate Lamothe Tenet attaque avec son bataillon de canonniers et de fusiliers marins par le nord-ouest et ils s'emparent du cimetière, faisant une centaine de prisonniers prussiens, puis progressent vers l'église où ils tombent sur une barricade tenue par les Prussiens, attaquée à la hache d'abordage. Le général Jean-Baptiste Lavoignet à la tête de sa brigade, la 1re brigade du corps de troupe de Saint-Denis, arrivent par le sud-ouest sur la route de Flandre, ils ne peuvent rentrer dans le village à cause des fortifications faites par les Prussiens. L'attaque sur Le Bourget a échoué. À midi, le général Trochu informe le général Ducrot à Drancy de cet échec.
Sur le second axe, le général Ducrot prend position à Drancy avec de nombreuses troupes. Leur action n'a pas pu protéger Le Bourget. L'offensive sur le premier axe ayant été un échec, l'on décide d'entreprendre une sorte de siège contre Le Bourget. Drancy fut alors armé de batteries sans aucun résultat. On envoie également quelques reconnaissances sur la ligne Paris - Soissons sans plus de résultat.
Les lieutenants de vaisseau Morand, Peltereau, Laborde, Bouisset, Wyts, l'enseigne de vaisseau Duquesne ont trouvé la mort au Bourget, le 21 décembre 1870 ; le lieutenant de vaisseau Patin est décédé le 8 janvier 1871, 254 officiers mariniers, quartiers-maitres et matelots furent tués sur 689 engagés, 8 officiers sur quinze.
Plusieurs tableaux, dans l'église Saint-Nicolas du Bourget, relatent ces combats.

## Conséquences
En plus des dégâts militaires et humains, les bombardements et les combats avaient ravagé les villages où s'étaient déroulés les combats. On dénombre de nombreuses habitations en ruine au Bourget et à Drancy, où s'était déroulée une partie des affrontements. Placé à petite portée de la redoute de la Courneuve, le Bourget fut pendant 3 mois l'objectif des feux de cette redoute qui le cribla tellement d'obus, qu'on ne croyait pas qu'il fut occupé. 
Pendant la dernière période du siège,  les Prussiens avaient établi au Blanc-Mesnil, derrière Le Bourget, une batterie qui à son tour battit avec violence La Courneuve et le fort d'Aubervilliers.

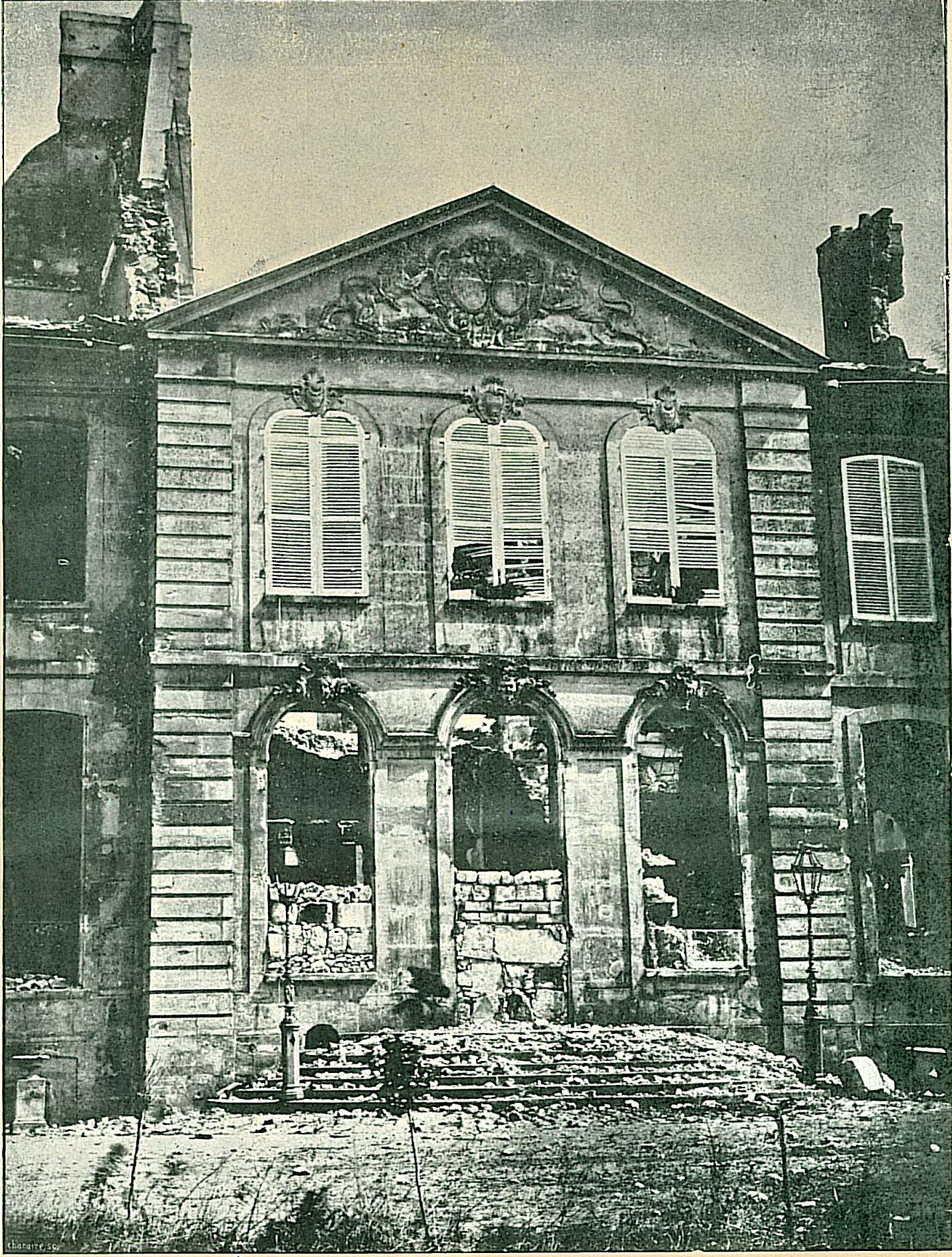
Le château de Ladoucette à Drancy en 1871, en grande partie détruit par les combats.
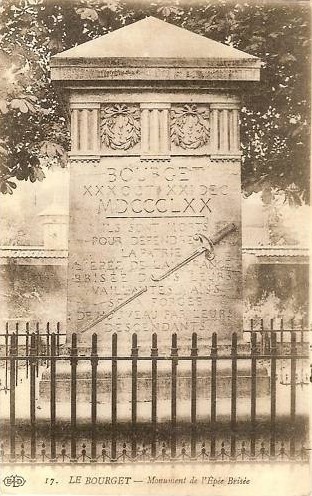
Monument aux morts français de la guerre de 1870, avenue de la Division-Leclerc.
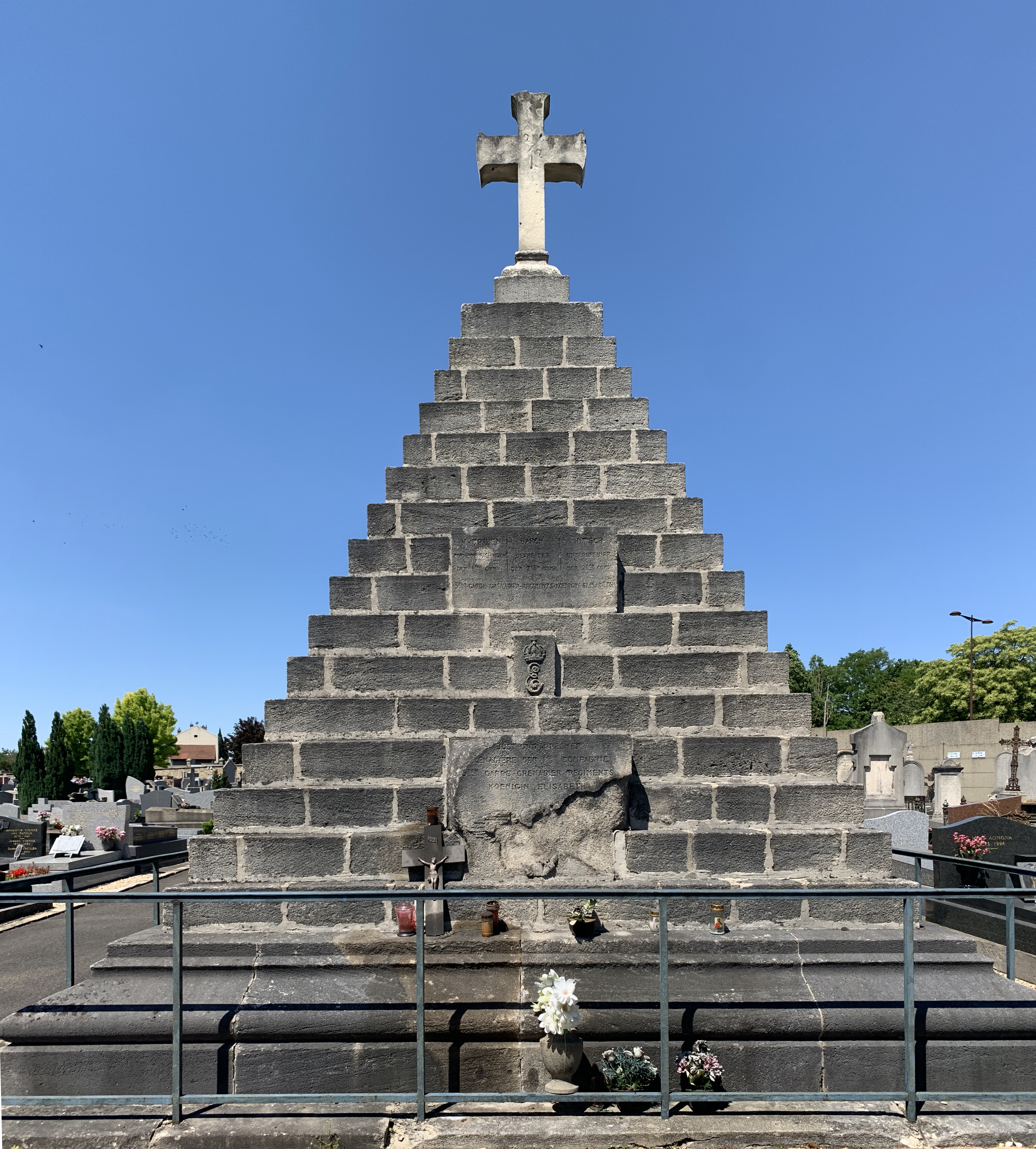
Le monument aux morts allemand de la guerre de 1870, au cimetière du Bourget.